# 新地岛区
新地岛区（羅馬化：Novaya Zemlya）是俄罗斯阿尔汉格尔斯克州的区，包括新地岛领土，面积约83,000平方（32,000平方英里）。行政中心为别卢希亚古巴。
该区2021年人口有3,576人；2010年人口2,429人；2002年人口2,716人。